# Emilio Gutiérrez Palma
Emilio Gutiérrez Palma fue un político y sindicalista español, de ideología nacionalsindicalista.

## Biografía
De origen vallisoletano, era obrero de profesión. Miembro del PSOE y de la UGT, con posterioridad militaría durante dos años en la Confederación Nacional del Trabajo (CNT). A mediados de 1931 ingresaría en las derechistas Juntas Castellanas de Actuación Hispánica (JCAH), a pesar de sus antecedentes izquierdistas.  Las JCAH se transformarían a finales de año en las Juntas de Ofensiva Nacional-Sindicalista (JONS), movimiento en el que Gutiérrez Palma también se integraría. Convertido en un colaborador de Onésimo Redondo, Gutiérrez Palma tendría un papel relevante en el seno de la incipiente Central Obrera Nacional-Sindicalista (CONS).
En esta época colaboró con varias publicaciones jonsistas, como fue el caso de los semanarios Igualdad y Libertad.
En marzo de 1934, cuando se produjo la unión de las JONS con Falange —que resultaría en Falange Española de las JONS—, Gutiérrez Palma sería uno de los oradores en el mitin fundacional que se celebró en Valladolid. En el seno de FE de las JONS llegó a ser uno de los principales representantes de la Falange de Castilla la Vieja.
En 1935 abandonaría Falange junto a Ramiro Ledesma Ramos, Javier Martínez de Bedoya y otros. Ledesma Ramos, de hecho, intentaría recrear la antigua JONS —labor en la que le apoyó Gutiérrez Palma desde Valladold—. No obstante, este intento no tuvo ningún éxito. Palma Gutiérrez no volvería a desempeñar ningún papel relevante en el ámbito político. Hacia 1937 era uno de los colaboradores del semanario falangista Azul, editado en Soria.

## Obras
- —— (1938). 1931-36. Sindicatos y agitadores revolucionarios nacionalsindicalistas. Valladolid: Ed. Libertad.[12]